# Episodi di Dixon of Dock Green (decima stagione)
La decima stagione della serie televisiva Dixon of Dock Green è andata in onda nel Regno Unito dal 5 ottobre 1963 al 28 marzo 1964 su BBC One.
| nº | Titolo originale        | Prima TV Uk      |
| -- | ----------------------- | ---------------- |
| 1  | Pay Later               | 5 ottobre 1963   |
| 2  | The Trouble with Spokey | 12 ottobre 1963  |
| 3  | Beyond a Joke           | 19 ottobre 1963  |
| 4  | Second Chance           | 26 ottobre 1963  |
| 5  | Mail Snatch             | 2 novembre 1963  |
| 6  | Unwelcome Stranger      | 9 novembre 1963  |
| 7  | Thicker Than Water      | 16 novembre 1963 |
| 8  | The Switch              | 23 novembre 1963 |
| 9  | The Torch Bearers       | 30 novembre 1963 |
| 10 | The Gunman              | 7 dicembre 1963  |
| 11 | The Best Policy         | 14 dicembre 1963 |
| 12 | Christmas Dip           | 21 dicembre 1963 |
| 13 | Mrs. Conroy's Goldmine  | 28 dicembre 1963 |
| 14 | Night Caller            | 4 gennaio 1964   |
| 15 | Fish on the Hook        | 11 gennaio 1964  |
| 16 | The Home Builders       | 18 gennaio 1964  |
| 17 | Man on the Run          | 25 gennaio 1964  |
| 18 | Slim Jim                | 1º febbraio 1964 |
| 19 | Missing                 | 8 febbraio 1964  |
| 20 | Final Appearance        | 15 febbraio 1964 |
| 21 | A Family Affair         | 22 febbraio 1964 |
| 22 | Child Hunt              | 29 febbraio 1964 |
| 23 | A Bit of Ol' Moggy      | 7 marzo 1964     |
| 24 | A Right Artful Monkey   | 14 marzo 1964    |
| 25 | The Fire Raiser         | 21 marzo 1964    |
| 26 | The Witness             | 28 marzo 1964    |

## Pay Later
- Prima televisiva: 5 ottobre 1963

### Trama
- Interpreti: Geoffrey Adams (madre di Det. Con. Lauderdale), Peter Byrne (detective Sgt. Andy Crawford), Richard Carpenter (Stanley Price), Paul Elliott (Cadet Michael Bonnet), John Hughes (agente Jones), Jeanette Hutchinson (Mary Crawford), Jane Hylton (Betty Harris), Barry Keegan (Fred Harris), Natalie Kent (Mrs. Randall), Anne Marzell (Neighbour), Jan Miller (agente Alex Johns), Maitland Moss (Time Clerk), Anne Ridler (sergente Chris Freeman), Arthur Rigby (sergente Flint), John Rolfe (John Baldwin), Jack Warner (agente George Dixon)

## The Trouble with Spokey
- Prima televisiva: 12 ottobre 1963

### Trama
- Interpreti: Geoffrey Adams (detective Con. Lauderdale), Peter Byrne (detective Sgt. Andy Crawford), Paul Curran (Spokey Wheeler), Michael Earl (Joe), Paul Elliott (Cadet Michael Bonnet), John Hughes (agente Jones), Jeanette Hutchinson (Mary Crawford), David Lander (Frank Hunter), Jan Miller (agente Alex Johns), Miriam Raymond (Mrs. Firth), Anne Ridler (sergente Chris Freeman), Arthur Rigby (sergente Flint), David Rosen (Lennie Porter), Nigel Sharpe (Police Mechanic), Harry Walker (Cliff Firth), Jack Warner (agente George Dixon), Kenneth Watson (Nobby Clark), Anna Wing (Mrs. Porter)

## Beyond a Joke
- Prima televisiva: 19 ottobre 1963

### Trama
- Interpreti: Geoffrey Adams (detective Con. Lauderdale), Bette Bourne (Robert), Edwin Brown (barista), Peter Byrne (detective Sgt. Andy Crawford), Paul Elliott (Cadet Michael Bonnet), Fred Ferris (Frank Fuller), Robin Ford (Henry Platt), Malcolm Gerard (John), Barry Halliday (Norman), John Hughes (agente Jones), Jeanette Hutchinson (Mary Crawford), Joan Mane (Mrs. Ellis), Jan Miller (agente Alex Johns), Anne Ridler (sergente Chris Freeman), Arthur Rigby (sergente Flint), Jean Stanley (Mrs. Johnson), Anna Turner (Alice Fuller), Jack Warner (agente George Dixon), Anthony Woodruff (Tom Ellis)

## Second Chance
- Prima televisiva: 26 ottobre 1963

### Trama
- Interpreti: Geoffrey Adams (detective Con. Lauderdale), Colin Burbidge (Tiny Simpson), Peter Byrne (detective Sgt. Andy Crawford), Edward Cast (Phil Hughes), Dennis Castle (Sam), Dennis Cleary (Harry Lewis), Amy Dalby (Amelia Frost), Hamilton Dyce (Magistrate), Paul Elliott (Cadet Michael Bonnet), John Horsley (Martin Howard), John Hughes (agente Jones), Jeanette Hutchinson (Mary Crawford), Olive McFarland (Kathleen Hughes), Jan Miller (agente Alex Johns), Yvonne Nielson (Doris), Anne Ridler (sergente Chris Freeman), Arthur Rigby (sergente Flint), Richard Shaw (Joe Lester), John Walker (Mick Farmer), Jack Warner (agente George Dixon)

## Mail Snatch
- Prima televisiva: 2 novembre 1963

### Trama
- Interpreti: Geoffrey Adams (detective Con. Lauderdale), Peter Byrne (detective Sgt. Andy Crawford), Pat Connell (Johnson), Desmond Cullum-Jones (Stallholder), Neville Denis (Harry), Paul Elliott (Cadet Michael Bonnet), Hilda Fenemore (Jennie Wren), Dorothy Frere (Mrs. Simmons), Wendy Hall (Judy Simmons), John Hughes (agente Jones), Jeanette Hutchinson (Mary Crawford), Jan Miller (agente Alex Johns), Michael Raghan (Badger Smith), Anne Ridler (sergente Chris Freeman), Arthur Rigby (sergente Flint), Tony Wager (Tony Pierce), Jack Warner (agente George Dixon), Antony Webb (Bates), Peter Welch (Albert Fenwick), Manning Wilson (Ted Simmons)

## Unwelcome Stranger
- Prima televisiva: 9 novembre 1963

### Trama
- Interpreti: Garth Adams (Mr. Phillips), Geoffrey Adams (detective Con. Lauderdale), Christopher Banks (dottor Greensmith), Reginald Barratt (Mr. Foldes), Nan Braunton (Miss Fletcher), Michael Brennan (Fenton), Madge Brindley (Mrs. Thomson), Edwin Brown (Barman), Peter Byrne (detective Sgt. Andy Crawford), Robert Cawdron (detective Insp. Cherry), Noel Coleman (sovrintendente), Patrick Connor (Harrison), Edward Dentith (Mr. Hughes), Violet Dix (Old Lady), Paul Elliott (Cadet Michael Bonnet), Margery Fleeson (Mrs. Treadwell), Margaret Flint (Mrs. Rowe), John Hughes (agente Jones), Jeanette Hutchinson (Mary Crawford), Mary Jordan (Mrs. Luck), David King (Len Foster), Jan Miller (agente Alex Johns), Nosher Powell (Tom Rowe), Anne Ridler (sergente Chris Freeman), Arthur Rigby (sergente Flint), William Sherwood (Mr. Anderson), Brian Thomas (Alec Pettifer), Toke Townley (Ron Chadwick), Alan Tredgett (Motorist), Geoffrey Tyrrell (Brown), Jack Warner (agente George Dixon)

## Thicker Than Water
- Prima televisiva: 16 novembre 1963

### Trama
- Interpreti: Geoffrey Adams (detective Con. Lauderdale), Peter Byrne (detective Sgt. Andy Crawford), Charles Carson (Mr. Kent), Brendan Collins (Tony Perry), Nicholas Donnelly (agente Wills), Paul Elliott (Cadet Michael Bonnet), Vanda Godsell (Mrs. Perry), John Hughes (agente Jones), Cecily Hullett (Mrs. Kent), Jeanette Hutchinson (Mary Crawford), Jan Miller (agente Alex Johns), Anthony Oliver (David Bentham), Anne Ridler (sergente Chris Freeman), Arthur Rigby (sergente Flint), Alan Rolfe (Mr. Bramwell), Melanie Rowlands (Daphne Beddows), Peter Sanders (Keith Davis), Jeffrey Shankley (George Ward), Jack Warner (agente George Dixon), Joan Young (Miss Wilkinson)

## The Switch
- Prima televisiva: 23 novembre 1963

### Trama
- Interpreti: Geoffrey Adams (detective Con. Lauderdale), James Beck (Don), John Bennett (Dino Pia), Peter Byrne (detective Sgt. Andy Crawford), Sandra Caron (Carol), Robert Cawdron (detective Insp. Cherry), Elizabeth Chambers (Pam), Richard Coleman (Mr. Holdsworth), Dorothy Darke (Mrs. Rose), Paul Elliott (Cadet Michael Bonnet), Betty England (Margaret), Mary Hignett (Mrs. Venables), John Hughes (agente Jones), Jeanette Hutchinson (Mary Crawford), Charles Lamb (Mr. Enderby), Jan Miller (agente Alex Johns), Donald Morley (Skerritt), Anne Ridler (sergente Chris Freeman), Arthur Rigby (sergente Flint), Paul Taylor (Bill), Jack Warner (agente George Dixon)

## The Torch Bearers
- Prima televisiva: 30 novembre 1963

### Trama
- Interpreti: Geoffrey Adams (detective Con. Lauderdale), Sandra Blane (Jill Holland), Peter Byrne (detective Sgt. Andy Crawford), Frank Coda (Syd Price), Michael Collins (Harold Fuller), Sylvia Davies (Sylvia), Paul Elliott (Cadet Michael Bonnet), Rowena Gregory (Joyce), John Hughes (agente Jones), Nerys Hughes (Beryl), Jeanette Hutchinson (Mary Crawford), Lesley Jackson (Edna), Marjie Lawrence (Marjorie), Jan Miller (agente Alex Johns), Dolly Read (Connie), Anne Ridler (sergente Chris Freeman), Arthur Rigby (sergente Flint), Anna Sharkey (Joan Day), Jack Warner (agente George Dixon), Geoffrey Wincott (Mr. Morgan)

## The Gunman
- Prima televisiva: 7 dicembre 1963

### Trama
- Interpreti: Geoffrey Adams (detective Con. Lauderdale), Yvonne Antrobus (Sandra), John Bosch (Eric Vale), Richard Burrell (dottore), Peter Byrne (detective Sgt. Andy Crawford), Gillian Cussen (Hospital Nurse), Paul Elliott (Cadet Michael Bonnet), Yvonne Fisher (Sandra), Harold Goodwin (Happy Day), John Hughes (agente Jones), Joan Hurley (Mrs. Webb), Jeanette Hutchinson (Mary Crawford), Reginald Jessup (Mr. Green), Ken Jones (Yeomans), Ronald Lacey (Nicky), Lloyd Lamble (Mr. Vale), Arthur Lovegrove (Parsons), Mollie Maureen (Miss Mallett), Jan Miller (agente Alex Johns), Jeanne Mockford (Woman in Street), Pamela Pitchford (Woman Customer), Mary Quinn (Mrs. Vale), Anne Ridler (sergente Chris Freeman), Arthur Rigby (sergente Flint), Rosemary Towler (Hospital Sister), Larry Viner (Tony Hackett), Jack Warner (agente George Dixon)

## The Best Policy
- Prima televisiva: 14 dicembre 1963

### Trama
- Interpreti: Geoffrey Adams (detective Con. Lauderdale), Sandra Blane (Jill Holland), Peter Byrne (detective Sgt. Andy Crawford), Edward Chapman (Bernard Glaister), Paul Elliott (Cadet Michael Bonnet), Jean Holness (Mrs. Lewis), John Hughes (agente Jones), Jeanette Hutchinson (Mary Crawford), Emrys Leyshon (Donald Cook), Harry Locke (Aloysius Browne), Jan Miller (agente Alex Johns), Ria Mills (Angela Chambers), Edward Petherbridge (Tony Glaister), Edna Petrie (Ethel Manners), Patricia Reid (Molly Chambers), Anne Ridler (sergente Chris Freeman), Arthur Rigby (sergente Flint), Mike Savage (Bill), Jack Warner (agente George Dixon), Mary Webster (Anne Lewis)

## Christmas Dip
- Prima televisiva: 21 dicembre 1963

### Trama
- Interpreti: Geoffrey Adams (detective Con. Lauderdale), Hilda Barry (Mrs. Bell), Peter Byrne (detective Sgt. Andy Crawford), Desmond Cullum-Jones (Stall Owner), Paul Curran (Spokey Wheeler), Paul Elliott (Cadet Michael Bonnet), Hilda Fenemore (Jennie Wren), Harry Fowler (Handbag Wilson), John Hughes (agente Jones), Jeanette Hutchinson (Mary Crawford), Noel Johnson (James Castle), Barbara Keogh (Blondie Cooper), Sally Lahee (Woman Shopper), Jan Miller (agente Alex Johns), Dorothea Phillips (Miss Evans), Anne Ridler (sergente Chris Freeman), Arthur Rigby (sergente Flint), Jack Warner (agente George Dixon), Pamela Withers (infermiera Edwards)

## Mrs. Conroy's Goldmine
- Prima televisiva: 28 dicembre 1963

### Trama
- Interpreti: Geoffrey Adams (detective Con. Lauderdale), Kathleen Boutall (Mabel Simons), Peter Byrne (detective Sgt. Andy Crawford), Anne Carroll (Nora Crossley), Fay Compton (Sarah Conroy), Paul Elliott (Cadet Michael Bonnet), John Hughes (agente Jones), Jeanette Hutchinson (Mary Crawford), Lane Meddick (Horace Winterbottom), Jan Miller (agente Alex Johns), Anne Ridler (sergente Chris Freeman), Arthur Rigby (sergente Flint), Michael Sheard (Stan Moore), Jack Warner (agente George Dixon), Brian Weske (Alf Summers)

## Night Caller
- Prima televisiva: 4 gennaio 1964

### Trama
- Interpreti: Geoffrey Adams (detective Con. Lauderdale), Peter Byrne (detective Sgt. Andy Crawford), Ray Cooney (Mr. Parsons), Allan Cuthbertson (Mr. Ambrose), Paul Elliott (Cadet Michael Bonnet), Rex Graham (Davis), Sheridan Grant (donna), John Hughes (agente Jones), Jeanette Hutchinson (Mary Crawford), Jennifer Jayne (Dorothy Ambrose), Jan Miller (agente Alex Johns), Harry Pringle (Tramp), Anne Ridler (sergente Chris Freeman), Arthur Rigby (sergente Flint), Jack Warner (agente George Dixon)

## Fish on the Hook
- Prima televisiva: 11 gennaio 1964

### Trama
- Interpreti: Geoffrey Adams (detective Con. Lauderdale), Victor Brooks (sergente Barrett), Bert Brownhill (Landlord), Peter Byrne (detective Sgt. Andy Crawford), Leslie Dwyer (Jemmy Sloane), Paul Elliott (Cadet Michael Bonnet), John Hughes (agente Jones), Jeanette Hutchinson (Mary Crawford), Francis Matthews (Philip Langton), Jan Miller (agente Alex Johns), Norma Parnell (Ann Baynton), Ambrosine Phillpotts (Mrs. Turton), Anne Ridler (sergente Chris Freeman), Arthur Rigby (sergente Flint), Jack Warner (agente George Dixon)

## The Home Builders
- Prima televisiva: 18 gennaio 1964

### Trama
- Interpreti: Geoffrey Adams (detective Con. Lauderdale), Tony Barouch (Reg), Peter Bathurst (Mr. Fawcett), George Betton (Spooner), Blake Butler (Jenkins), Peter Byrne (detective Sgt. Andy Crawford), Frank Dunne (Ron Lambert), Glynn Edwards (Bob Powell), Paul Elliott (Cadet Michael Bonnet), Louis Haslar (Dave Wells), John Hughes (agente Jones), Jeanette Hutchinson (Mary Crawford), Frank Jarvis (Brian Grant), Jan Miller (agente Alex Johns), Maitland Moss (Bradwell), Sonya Petrie (Miss Sanders), Victor Platt (Jim Potter), Anne Ridler (sergente Chris Freeman), Arthur Rigby (sergente Flint), Anthony Sagar (Burnett), Bill Treacher (Joe Merchant), Jean Trend (Jessie Powell), Jack Warner (agente George Dixon)

## Man on the Run
- Prima televisiva: 25 gennaio 1964

### Trama
- Interpreti: Geoffrey Adams (detective Con. Lauderdale), Sandra Blane (Jill Holland), Anne Brooks (Pat Layton), Peter Byrne (detective Sgt. Andy Crawford), Anthony Colby (Ray Striker), Leonard Cracknell (Norman Carter), Nicholas Donnelly (agente Wills), Paul Elliott (Cadet Michael Bonnet), Gretchen Franklin (Mrs. Walcott), Barry Halliday (Frank Reed), Dennis Handby (Hospital Porter), John Hughes (agente Jones), Jeanette Hutchinson (Mary Crawford), Barbara Leake (Mrs. Phillips), Reg Lye (Jigger Lees), Jan Miller (agente Alex Johns), Dandy Nichols (Mrs. Carter), Elizabeth Proud (Marjorie Hillyer), Roy Purcell (Mr. Woods), Robert Raglan (sovrintendente), Anne Ridler (sergente Chris Freeman), Arthur Rigby (sergente Flint), Mike Savage (Geoff Withers), Jack Warner (agente George Dixon)

## Slim Jim
- Prima televisiva: 1º febbraio 1964

### Trama
- Interpreti: Geoffrey Adams (detective Con. Lauderdale), Anthony Broughton (conducente del bus), Peter Byrne (detective Sgt. Andy Crawford), Dennis Cleary (James Gilman), Nicholas Donnelly (agente Wills), Nick Edmett (Roy Gilman), Avril Elgar (Joan Gilman), Paul Elliott (Cadet Michael Bonnet), David Gregory (Harry), John Hughes (agente Jones), Jeanette Hutchinson (Mary Crawford), Faith Kent (ispettore Baker), Geoffrey Lea (Car Hire Clerk), Patricia Mason (Miss Patterson), Simon Merrick (Mr. Pelham), Jan Miller (agente Alex Johns), Anne Ridler (sergente Chris Freeman), Arthur Rigby (sergente Flint), Terence Rigby (agente Smith), Graham Suter (cassiere), Jack Warner (agente George Dixon), Penny Whittam (infermiera Archer)

## Missing
- Prima televisiva: 8 febbraio 1964

### Trama
- Interpreti: Geoffrey Adams (detective Con. Lauderdale), Peter Byrne (detective Sgt. Andy Crawford), Robert Cawdron (detective Insp. Cherry), Dennis Chinnery (operatore radio), Patricia Clapton (ragazza), Roland Curram (Jerry), Winifred Dennis (Mrs. White), Nicholas Donnelly (agente Wills), Paul Elliott (Cadet Michael Bonnet), John Gill (Mr. Tyler), Edward Higgins (sergente Nelson), John Hughes (agente Jones), Jeanette Hutchinson (Mary Crawford), Douglas Ives (Mac), Clive Marshall (ragazzo), Jan Miller (agente Alex Johns), Howard Pays (Vic Saunders), Anne Ridler (sergente Chris Freeman), Arthur Rigby (sergente Flint), Michael Robbins (Wilson), Frank Seton (Railwayman), Harry Towb (Connor), Dervis Ward (Chalky), Jack Warner (agente George Dixon)

## Final Appearance
- Prima televisiva: 15 febbraio 1964

### Trama
- Interpreti: Geoffrey Adams (detective Con. Lauderdale), Hilda Barry (Hettie), Olwen Brookes (Mrs. Randall), Peter Byrne (detective Sgt. Andy Crawford), Barbara Couper (Elsie Edwardes), Nicholas Donnelly (agente Wills), Paul Elliott (Cadet Michael Bonnet), John Hughes (agente Jones), Jeanette Hutchinson (Mary Crawford), Kenneth Keeling (Mr. Chappell), Jacqueline Lacey (Mrs. Chappell), Charles Lamb (Joe Evans), David Lander (Clive Illingworth), Alison Leggatt (Sybil Edwardes), Jack Melford (Mr. Malcolmson), Jan Miller (agente Alex Johns), Philip Morant (detective Insp. Baiton), Anne Ridler (sergente Chris Freeman), Arthur Rigby (sergente Flint), Jack Warner (agente George Dixon)

## A Family Affair
- Prima televisiva: 22 febbraio 1964

### Trama
- Interpreti: Geoffrey Adams (detective Con. Lauderdale), Alison Blair (Betty Barnes), Julie Booth (Kate Barnes), Peter Byrne (detective Sgt. Andy Crawford), Pearl Catlin (Prudence Leigh), Jean Dallas (Ida Ferris), Tobie Darrell (Shop Assistant), Nicholas Donnelly (agente Wills), Paul Elliott (Cadet Michael Bonnet), Robert Ferguson (Bobby Barnes), Mandy Harper (Nancy Barnes), Glyn Houston (Sam Barnes), John Hughes (agente Jones), Jeanette Hutchinson (Mary Crawford), Barbara Keogh (Maggie Turner), Richard Klee (Morris Grant), David Knott (Alec), Jan Miller (agente Alex Johns), Anne Ridler (sergente Chris Freeman), Arthur Rigby (sergente Flint), Norman Scace (Lewis Holland), Jack Warner (agente George Dixon)

## Child Hunt
- Prima televisiva: 29 febbraio 1964

### Trama
- Interpreti: Geoffrey Adams (detective Con. Lauderdale), Peter Byrne (detective Sgt. Andy Crawford), Nicholas Donnelly (agente Wills), Paul Elliott (Cadet Michael Bonnet), David Gregory (Atkins), John Hughes (agente Jones), Jeanette Hutchinson (Mary Crawford), Yootha Joyce (Mrs. Gates), Douglas Livingstone (Gerry Bennet), Jan Miller (agente Alex Johns), Anne Ridler (sergente Chris Freeman), Arthur Rigby (sergente Flint), Terence Rigby (agente Smith), Meg Ritchie (Mrs. Bennet), Joy Stewart (Mrs. Mason), John Tate (Paddy O'Brien), Shirley Thieman (dottor Allen), Peter Thornton (agente Burton), Jack Warner (agente George Dixon)

## A Bit of Ol' Moggy
- Prima televisiva: 7 marzo 1964

### Trama
- Interpreti: Geoffrey Adams (detective Con. Lauderdale), Peter Byrne (detective Sgt. Andy Crawford), Paul Elliott (Cadet Michael Bonnet), Jimmy Gardner (Charlie Wicks), John Hughes (agente Jones), Jeanette Hutchinson (Mary Crawford), Jan Miller (agente Alex Johns), John Nash (Dave Dodds), Linda Polan (Eva Bridges), Anne Ridler (sergente Chris Freeman), Arthur Rigby (sergente Flint), Gerald Sim (Mr. Worth), Ian Trigger (Snip Tailor), Jack Warner (agente George Dixon), Ken Wayne (Bert Bridges), Molly Weir (Mrs. Allen), Kathleen Williams (Mrs. Fuller)

## A Right Artful Monkey
- Prima televisiva: 14 marzo 1964

### Trama
- Interpreti: Geoffrey Adams (detective Con. Lauderdale), Brian Badcoe (Mr. Field), Sean Barry-Weske (Pearson), Peter Byrne (detective Sgt. Andy Crawford), Janet Davies (Mrs. Walters), Roy Denton (Steward), Edna Doré (Mrs. Hill), Paul Elliott (Cadet Michael Bonnet), John Hughes (agente Jones), Jeanette Hutchinson (Mary Crawford), Jan Miller (agente Alex Johns), Jeanne Mockford (Mrs. Field), Morris Parsons (Mr. East), Anne Ridler (sergente Chris Freeman), Arthur Rigby (sergente Flint), John Rolfe (impiegato), David Shawyer (Sydney East), Jack Stewart (capitano Dale), Eric Thompson (Harry Wilde), John Waite (sergente Roberts), Jack Warner (agente George Dixon), Joseph Wise (Police Constable)

## The Fire Raiser
- Prima televisiva: 21 marzo 1964

### Trama
- Interpreti: Geoffrey Adams (detective Con. Lauderdale), Michael Barrington (Gus Kingshott), John Blythe (Lewis Cass), George Bolton (Bishop), Peter Byrne (detective Sgt. Andy Crawford), Robert Cawdron (detective Insp. Cherry), Nicholas Donnelly (agente Wills), Paul Elliott (Cadet Michael Bonnet), Hal Galili (Bill Henderson), Peter Glaze (Benny Smith), John Hughes (agente Jones), Peter Hughes (Fire Officer), Jeanette Hutchinson (Mary Crawford), Douglas Ives (Mac), Sam Kydd (Harry Pegg), Patrick Magee (Jack Mullen), Jan Miller (agente Alex Johns), Jocelyn Rhodes (Kay Lauderdale), Anne Ridler (sergente Chris Freeman), Arthur Rigby (sergente Flint), Richard Shaw (Peter Morell), Kathleen St. John (Mrs. Rogers), Antony Viccars (Charlie Walls), Jack Warner (agente George Dixon)

## The Witness
- Prima televisiva: 28 marzo 1964

### Trama
- Interpreti: Geoffrey Adams (detective Con. Lauderdale), Michael Barrington (Gus Kingshott), Peter Byrne (detective Sgt. Andy Crawford), Robert Cawdron (detective Insp. Cherry), Nicholas Donnelly (agente Wills), Paul Elliott (Cadet Michael Bonnet), Hal Galili (Bill Henderson), Peter Glaze (Benny Smith), John Hughes (agente Jones), Jeanette Hutchinson (Mary Crawford), Sam Kydd (Harry Pegg), Patrick Magee (Jack Mullen), Jan Miller (agente Alex Johns), Ray Mort (Mr. Arkwright), Veronica Page (Jean), Jocelyn Rhodes (Kay Lauderdale), Anne Ridler (sergente Chris Freeman), Arthur Rigby (sergente Flint), Terence Rigby (agente Smith), Gloria Salvador (Shirley), Kathleen St. John (Mrs. Rogers), Jack Warner (agente George Dixon)